# 朱靖 (演員)
朱靖（1987年7月5日—），中國演員，1987年出生於新疆伊犁的一個軍人家庭，中央戲劇學院表演系畢業。

## 出演作品

### 電視劇
- 2012年《紅軍東征》 飾 劉亞樓
- 2012年《捍衛者》 飾 假楊弘
- 2012年《楚漢爭雄》 飾 呂馬童
- 2014年《忠者無敵》 飾 王靖
- 2014年《麻姑仙子》 飾 劉能與雷公
- 2014年《青春無敵之美女時代》 飾 蓋裏奇
- 2015年《大牧歌》 飾 張大川
- 2015年《五鼠鬧東京》 飾 趙虎
- 2015年《影子戰士》 飾 張小斌
- 2016年《小樓又東風》 飾 楊二寶
- 2016年《待嫁十年》 飾 丁默海
- 2022年《冰雪之名》 飾 李博
- 2023年《梅花紅桃》 飾 馮七
- 2024年《顏心記》 飾 陸伯安

### 電影
- 2013年《愛之界》 飾 林衞東
- 2014年《卒跡》 飾 三馬
- 2015年《光榮使命》 飾 張華中[2]